# Euphorbia oblanceolata
Euphorbia oblanceolata là một loài thực vật có hoa trong họ Đại kích. Loài này được Balf.f. mô tả khoa học đầu tiên năm 1882-1883 publ. 1884.